# 조성 (삼국지)
조성(曹性, ? ~ ?)은 중국 후한 말 여포를 섬긴 학맹의 부장이다. 학맹이 여포에게 반기를 들 때 만류하였고 그 진압에도 공을 세웠다.

## 생애
196년(건안 원년) 학맹이 원술을 등에 업고 진궁과 공모하여 여포를 몰아내려 하였다. 조성은 거듭 말렸지만 학맹이 듣지 않았다. 6월(음력) 난을 일으킨 학맹이 고순에게 패해 자신의 영으로 도망왔다. 이에 맞서서 부상을 당하면서도 학맹의 팔을 잘라냈다. 고순이 학맹의 머리와 조성을 여포에게로 보냈고 조성은 그간의 일을 진술하였다. 그 자리에 있던 진궁이 얼굴을 붉혔다. 여포로부터 건아라 칭찬받았으며 회복된 후 학맹의 부대를 통솔하게 되었다. 이외의 행적은 기록이 없어 알 수 없다.

## 삼국지연의
사서가 아닌 소설 《삼국지연의》에서는 캐릭터가 상당히 변하였다. 여포가 연주를 두고 조조와 다툴 때부터 팔건장의 일원으로 등장한다. 이후 서주를 탈취한 여포가 고순 등으로 하여금 소패의 유비를 공격한다. 조조 휘하의 하후돈이 유비의 원군으로 달려와 고순에게 싸움을 건다. 고순은 사오십 합 만에 패주하고 이를 추격하는 하후돈에게 조성이 활을 쏘아 왼쪽 눈을 맞힌다. 하후돈은 “아버지의 정액과 어머니의 피로 된 것을 버릴 수는 없다”고 말하며 눈을 삼키고는 바로 조성한테 내닫는다. 이를 막지 못하고 얼굴이 꿰뚫려 죽는다.

## 같이 보기
- 삼국지 인물 목록

## 참고 문헌
- 《영웅기》 ; 배송지 주석, 《삼국지》7권 위서 제7 여포에서 인용